# Malpartida de Plasencia
Malpartida de Plasencia es municipio y localidad española de la provincia de Cáceres, en la comunidad autónoma de Extremadura. El término municipal, ubicado en el partido judicial de Plasencia y en la mancomunidad de los Riberos del Tajo, tiene una población de 4673 habitantes (INE 2024) y comprende la localidad del mismo nombre y los aledaños de La Bazagona, Haza de la Concepción, Palazuelo-Empalme, Pantano de Navabuena y Urdimalas. 
Malpartida se encuentra enclavada en un tradicional cruce de cañadas ganaderas de trashumancia. Sus habitantes se conocen por el gentilicio de chinatos. La localidad es conocida entre otras cosas por la artesanía de la piel, los dulces típicos y la albañilería.

## Geografía
El término municipal de Malpartida tiene una extensión de 372,65 km². La localidad está ubicada a unos 8 km de Plasencia Integrado en la mancomunidad de Riberos del Tajo (comarca de Monfragüe), se sitúa a 78 km de Cáceres. El extenso término municipal está atravesado por las siguientes carreteras:
- Autovía EX-A1: Une Moraleja con Navalmoral de la Mata.
- Carretera autonómica EX-108: alternativa convencional a la anterior.
- Autovía Ruta de la Plata (A-66), en el tramo entre Salamanca y Cáceres.
- Carretera nacional N-630, entre los pK 482 y 496, entre los términos municipales de Plasencia y Cañaveral.
- Carretera autonómica EX-203, que conecta Madrigal de la Vera con Plasencia.
- Carretera autonómica EX-208, que conecta Plasencia con Trujillo.
- Carreteras locales que permiten la comunicación con Gargüera, Tejeda de Tiétar, Serrejón, Serradilla, Mirabel, Riolobos y Plasencia.

El relieve del municipio está definido por un terreno predominantemente llano, descendente de norte a sur, con algunas elevaciones en las zonas limítrofes con las sierras cercanas. Al noreste destaca la sierra del Camocho, que llega a los 800 m, mientras que al sur se extienden pequeñas sierras ribereñas al río Tajo. El río Tiétar hace de límite por el sureste con el municipio de Toril, poco antes de su desembocadura. La altitud oscila entre los 800 m en el extremo norte (pico Cancho Pinote) y los 230 m a orillas del río Tiétar (embalse de Torrejón-Tiétar). El pueblo se alza a 467 m sobre el nivel del mar. Una parte del término al sur se encuentra dentro del Parque Nacional de Monfragüe.
| Noroeste: Plasencia                     | Norte: Plasencia y Gargüera | Nordeste: Gargüera             |
| Oeste: Plasencia                        |                             | Este: Tejeda de Tiétar y Toril |
| Suroeste: Mirabel y Cañaveral (exclave) | Sur: Serradilla             | Sureste: Toril                 |

Los habitantes de Malpartida de Plasencia se conocen por el gentilicio de "chinatos". Aunque no se sabe a ciencia cierta el origen de esta denominación, se hace uso de la literatura popular para ofrecer una leyenda a dicho gentilicio, basándose en que, en cierto momento histórico, los habitantes de Malpartida, hartos de tener que asistir al culto religioso a Plasencia, se llevaron la imagen del Santo (San Juan Bautista) a su pueblo. Los habitantes de Plasencia, indignados, corrían detrás de ellos, pero éstos les lanzaban piedras grandes (chinarros), y de ahí el nombre. Aunque estudiosos de la región aseguran que el nombre proviene, probablemente de un paraje natural existente en los aledaños de la localidad, llamado "La china" y en el que abundan los "guijos" o "guijarros", pequeños rollos blancos llamados "chinarros" (chinatos).

### Clima
La localidad de Malpartida de Plasencia se sitúa en un monte al sureste de Plasencia. Su término municipal tiene un clima continental con una temperatura media aproximada de 17,5 °C. A lo largo del año se observan varios períodos de temperatura: uno de octubre a abril, en el cual hay lluvias abundantes; y otro en verano, con lluvias escasas.
De acuerdo a los datos de la tabla a continuación y a los criterios de la clasificación climática de Köppen modificada Malpartida de Plasencia tiene un clima de tipo Csa (templado con verano seco y caluroso).
| Parámetros climáticos promedio de Malpartida de Plasencia en el periodo 1961-2003 | Parámetros climáticos promedio de Malpartida de Plasencia en el periodo 1961-2003 | Parámetros climáticos promedio de Malpartida de Plasencia en el periodo 1961-2003 | Parámetros climáticos promedio de Malpartida de Plasencia en el periodo 1961-2003 | Parámetros climáticos promedio de Malpartida de Plasencia en el periodo 1961-2003 | Parámetros climáticos promedio de Malpartida de Plasencia en el periodo 1961-2003 | Parámetros climáticos promedio de Malpartida de Plasencia en el periodo 1961-2003 | Parámetros climáticos promedio de Malpartida de Plasencia en el periodo 1961-2003 | Parámetros climáticos promedio de Malpartida de Plasencia en el periodo 1961-2003 | Parámetros climáticos promedio de Malpartida de Plasencia en el periodo 1961-2003 | Parámetros climáticos promedio de Malpartida de Plasencia en el periodo 1961-2003 | Parámetros climáticos promedio de Malpartida de Plasencia en el periodo 1961-2003 | Parámetros climáticos promedio de Malpartida de Plasencia en el periodo 1961-2003 | Parámetros climáticos promedio de Malpartida de Plasencia en el periodo 1961-2003 |
| Mes | Ene.                                                                              | Feb.                                                                              | Mar.                                                                              | Abr.                                                                              | May.                                                                              | Jun.                                                                              | Jul.                                                                              | Ago.                                                                              | Sep.                                                                              | Oct.                                                                              | Nov.                                                                              | Dic.                                                                              | Anual                                                                             |
| --- | --------------------------------------------------------------------------------- | --------------------------------------------------------------------------------- | --------------------------------------------------------------------------------- | --------------------------------------------------------------------------------- | --------------------------------------------------------------------------------- | --------------------------------------------------------------------------------- | --------------------------------------------------------------------------------- | --------------------------------------------------------------------------------- | --------------------------------------------------------------------------------- | --------------------------------------------------------------------------------- | --------------------------------------------------------------------------------- | --------------------------------------------------------------------------------- | --------------------------------------------------------------------------------- |
| Temp. media (°C) | 6.9                                                                               | 8.8                                                                               | 12.2                                                                              | 13.9                                                                              | 18.0                                                                              | 23.4                                                                              | 27.2                                                                              | 27.0                                                                              | 22.8                                                                              | 16.0                                                                              | 10.7                                                                              | 7.6                                                                               | 16.2                                                                              |
| Precipitación total (mm) | 124.7                                                                             | 99.5                                                                              | 75.5                                                                              | 73.5                                                                              | 77.6                                                                              | 33.6                                                                              | 8.8                                                                               | 7.8                                                                               | 47.4                                                                              | 106.6                                                                             | 132.1                                                                             | 120.7                                                                             | 907.9                                                                             |
| Fuente: Ministerio de Agricultura, Alimentación y Medio Ambiente. Datos de precipitación para el periodo 1961-2003 y de temperatura para el periodo 1973-1993 en Malpartida de Plasencia |                                                                                   |                                                                                   |                                                                                   |                                                                                   |                                                                                   |                                                                                   |                                                                                   |                                                                                   |                                                                                   |                                                                                   |                                                                                   |                                                                                   |                                                                                   |

Debido a su extensión, en el término de Malpartida se puede apreciar dos partes: una más seca y con altas temperaturas y otra más suave.

### Naturaleza
Geológicamente, también hay dos tipos de suelo: el más joven y profundo es el valle que forma el río Tiétar, con suelos aluviales, rocas graníticas y pizarra, que da origen a una vegetación de jaras, encinas y alcornoques.

## Historia

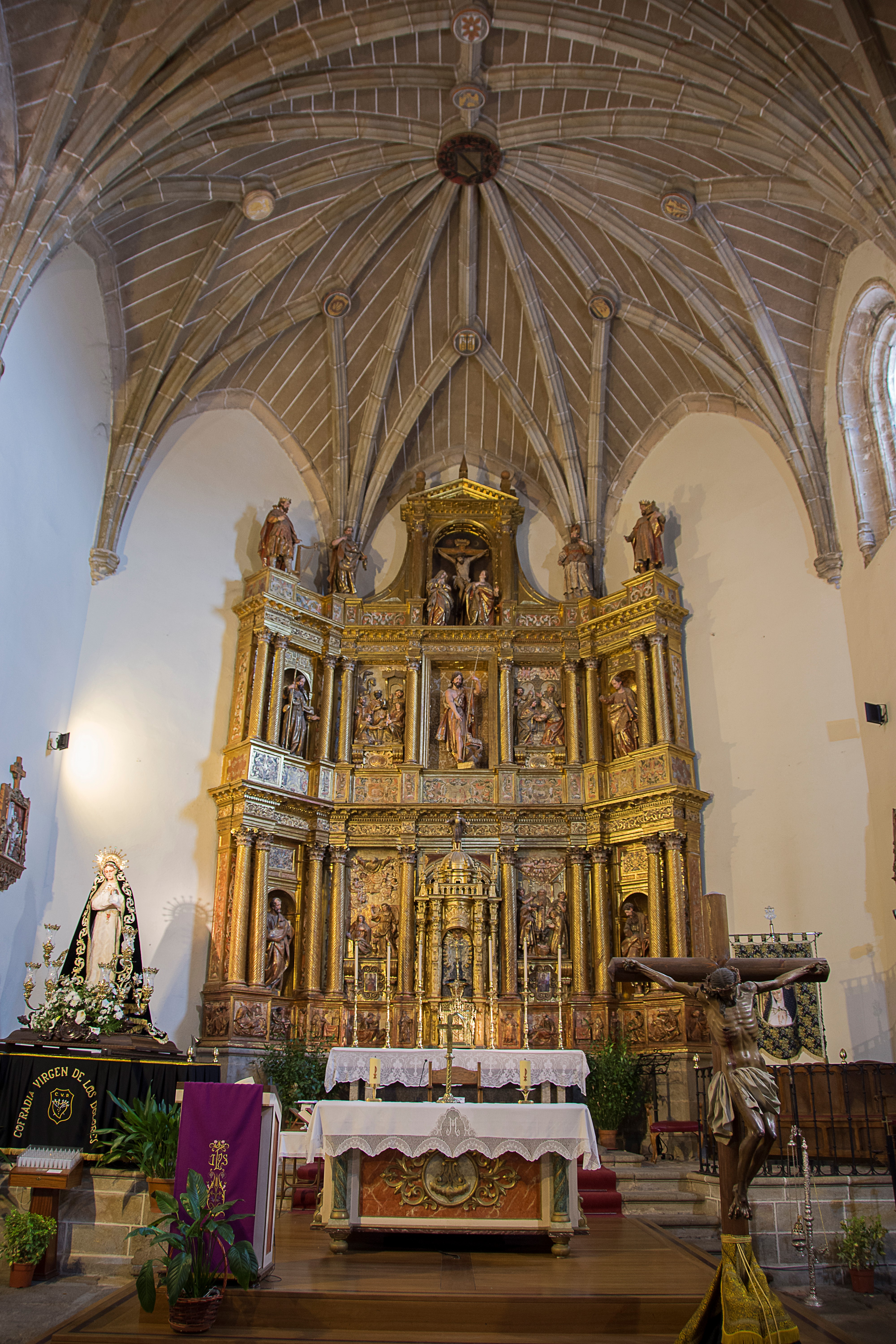
Retablo de la iglesia de San Juan Bautista

No se sabe la fecha de la fundación de esta localidad, ya que los archivos municipales fueron destruidos en la Guerra de la Independencia Española por las tropas de Napoleón, a consecuencia de la batalla del Tiétar.
En el término municipal se han encontrado restos de la prehistoria, como el torreón del Calamoco. Existen vestigios de la existencia de una población en el lugar en la época romana. Las primeras noticias de la actual localidad de Malpartida datan de 1494, cuando la población tenía 180 habitantes. Hacia 1513, muchos chinatos contribuyeron a la conquista de América, siendo Diego Gómez de Malpartida el primero del que se tiene noticia.
Según el Interrogatorio de la Real Audiencia de Extremadura, en 1791 Malpartida era una aldea de Plasencia con 405 vecinos.
A la caída del Antiguo Régimen la localidad se constituyó en municipio constitucional en la región de Extremadura, desde 1834 quedó integrado en el partido judicial de Plasencia. En el censo de 1842 contaba con 400 hogares y 2191 vecinos. Hacia mediados del siglo XIX, el lugar tenía contabilizadas 460 casas. Aparece descrito en el decimoprimer volumen del Diccionario geográfico-estadístico-histórico de España y sus posesiones de Ultramar de Pascual Madoz de la siguiente manera:

MALPARTIDA DE PLASENCIA: l. con ayunt. en la prov. y aud. terr. de Cáceres (13 leg.), part. jud. y dióc. de Plasencia (1), c. g. de Estremadura (Badajoz (27): sit. sobre una colina de pizarra, á la falda S. de otra mas elevada, es de clima templado, reinan los vientos E. y NO., y se padecen inflamatorias. Tiene 460 casas de mediana construccion, y algunas bastante cómodas, en calles irregulares y de muy mal piso, y una plaza espaciosa en la que se halla la casa de ayunt. y cárcel; hay una escuela de primeras letras dotada con 2,200 rs. de los fondos públicos, á la que asisten de 80 á 90 niños; otra privada de niñas sostenida por la retribucion de las 40 ó 50 que concurren; una igl parr. dedicada á San Juan Bautista, con curato de término y provision ordinaria; el edificio es todo de piedra labrada, de una sola bóveda tambien de piedra, que sin duda es el mejor del ob., y en los afueras 2 ermitas dedicadas á San Blas y Ntra. Sra. de la Luz; en este pueblo no hay cementerio, á pesar de lo mandado; se surte de aguas potables en 3 fuentes á las inmediaciones, de buena calidad. Confina el térm. por N. con el de Plasencia; E. Tejeda; S. Villareal de San Cárlos, y O. Miravel, á dist. de 1 leg. á 3, y comprende los cas. de Fresnedoso, Urdimalas, Guijo, San Esteban, y la venta de la Bazagona cerca del r. Tietar; los montes de Fresnedoso, Haza, Urdimalas, San Esteban, Habazo, Parazuelo, Sancti-Spiritus, Terzudo y Campillo Grande, poblados de encinas; algunos huertos, prados, y sobre 2,500 fan. de tierras de labor: le baña el r. Tietar que deslinda su jurisd. al S, y el arroyo Calzones, que tiene un puente en el camino de Madrid, llamado de la Barca. El terreno es llano en su mayor parte. caminos: el de Plasencia á Madrid que cruza por el pueblo, en mal estado, y trabajoso para carruages en la cuesta que hay desde Malpartida á Plasencia. El correo se recibe en esta c. por un encargado. prod.: trigo, cebada, centeno, aceite, vino; se mantiene ganado lanar, cabrío, vacuno, de cerda, y se cria caza mayor y menor, y pesca en el r. ind. y comercio: 1 molino harinero de viento, 4 de agua, 2 de aceite, y se veoden los granos y ganados- pobl.: 400 vec, 2,191 almas. cap. prod.: 2.800,500 rs. imp.: 140,025. contr.: 22,494 rs. y 11 mrs. El presupuesto municipal 9,000, del que se pagan 2,200 al secretario por su dotacion, y se cubre con el producto de propios, consistentes en pastos y terrazgos. Este pueblo es sumamente laborioso, saliendo los labradores á cultivar tierras hasta 10 y 12 leg. del pueblo, por cuya razon es acaso el mas rico del part.
(Madoz, 1848, p. 114)

En 1961 se le concedió a la localidad el título de villa.

## Demografía
Malpartida de Plasencia cuenta con una población de 4673 habitantes (INE 2024).
| Gráfica de evolución demográfica de Malpartida de Plasencia entre 1842 y 2021                                       |
| |
| Población de derecho según los censos de población del INE Población de hecho según los censos de población del INE |

Distribución geográfica
En los primeros años de siglo XXI, la población ha tenido la siguiente distribución entre los seis núcleos de población del municipio:
| Nombre oficial                        | 2002 | 2005 | 2008 | 2011 | 2014 |
| ------------------------------------- | ---- | ---- | ---- | ---- | ---- |
| Malpartida de Plasencia (villa)       | 4166 | 4218 | 4419 | 4564 | 4561 |
| Malpartida de Plasencia (diseminados) | 43   | 38   | 41   | 42   | 53   |
| La Bazagona                           | 30   | 32   | 23   | 16   | 15   |
| Haza de la Concepción                 | 8    | 8    | 6    | 18   | 12   |
| Palazuelo-Empalme                     | 46   | 40   | 49   | 57   | 55   |
| Pantano de Navabuena                  | 7    | 5    | 5    | 6    | 3    |
| Urdimalas                             | 10   | 13   | 12   | 13   | 8    |
| Total del municipio                   | 4310 | 4354 | 4555 | 4716 | 4707 |

## Administración y política

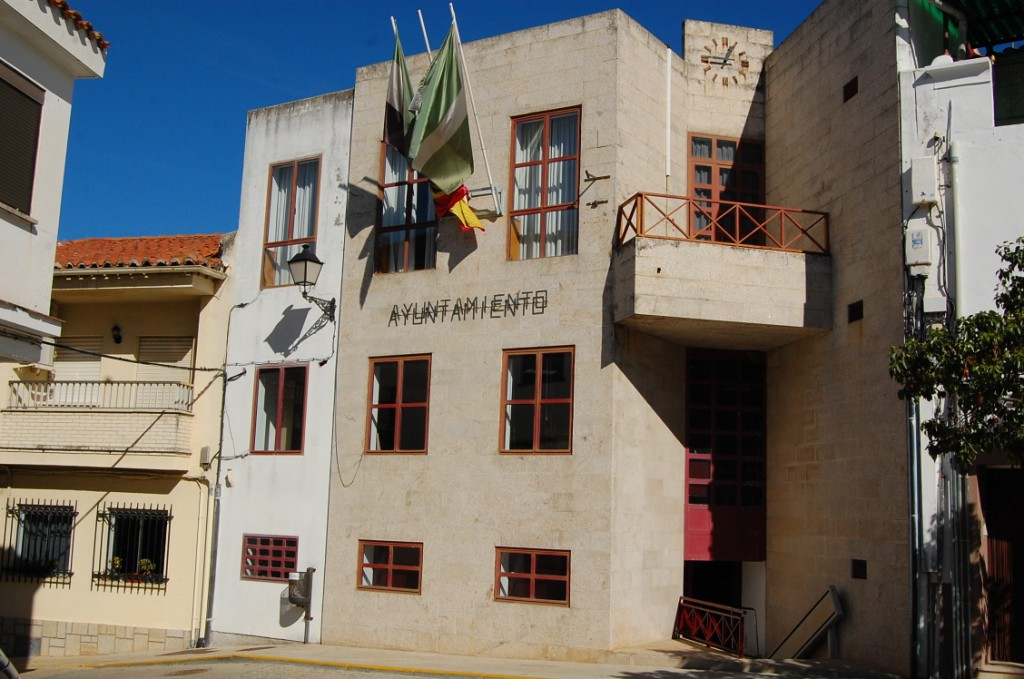
Casa consistorial

| Periodo   | Nombre                                                          | Partido |
| --------- | --------------------------------------------------------------- | ------- |
| 1979-1983 | José Luis Ibáñez                                                | AE      |
| 1983-1987 | ¿?                                                              | PSOE    |
| 1987-1991 | ¿?                                                              | PSOE    |
| 1991-1995 | Manuel Oliva Heras                                              | PSOE    |
| 1995-1999 | Manuel Oliva Heras                                              | PSOE    |
| 1999-2003 | María Emilia Manzano                                            | PSOE    |
| 2003-2007 | María Emilia Manzano (hasta 2005) Fernando Sánchez (desde 2005) | PSOE    |
| 2007-2011 | Fernando Sánchez                                                | PSOE    |
| 2011-2015 | Marcelo Barrado                                                 | PP-EU   |
| 2015-2019 | Raúl Barrado                                                    | PSOE    |
| 2019-2023 | Raúl Barrado                                                    | PSOE    |

### Organización territorial
Dentro del término municipal, la localidad de Malpartida de Plasencia se encuentra en el centro del término. La Bazagona, Haza de la Concepción, Pantano de Navabuena y Urdimalas se encuentran en el límite este. Palazuelo-Empalme se encuentra unos kilómetros al suroeste de la localidad.

## Servicios

### Educación
El municipio cuenta con dos colegios públicos de Educación Infantil y Primaria: el CEIP Fray Alonso Fernández y el CEIP Las Eras. Para la Educación Secundaria Obligatoria está en la localidad el IESO Quercus. El Bachillerato puede estudiarse en la vecina ciudad de Plasencia.

### Sanidad
Malpartida de Plasencia pertenece al área de salud de Plasencia, y dentro de esta, pertenece a la zona de salud de Plasencia II-San Miguel. La localidad cuenta con un punto de atención continuada o consultorio municipal en la calle Escuelas.

### Transportes

Mapa de carreteras de Plasencia. Al sureste se puede ver Malpartida de Plasencia y sus carreteras

Por la localidad de Malpartida de Plasencia pasan o se inician las siguientes carreteras:
| Nombre  | Lugar de entrada                                                               | Lugares a los que va                                                                                                   |
| ------- | ------------------------------------------------------------------------------ | --- |
| EX-A1   | Pasa al sur del pueblo sin entrar en él                                        | Este: Casatejada y Navalmoral de la Mata Oeste: Plasencia Quiere ampliarse más al oeste para llegar a Coria y Portugal |
| EX-108  | Pasa al sur del pueblo sin entrar en él                                        | Oeste: Plasencia, Galisteo y Coria Este: carretera secundaria paralela a la EX-A1.                                     |
| EX-208  | Pasa unos kilómetros al oeste del pueblo, es la salida de la EX-A1 a Plasencia | Norte: Plasencia Sur: Torrejón el Rubio y Trujillo                                                                     |
| CC-9102 | Recorre el lado oeste del pueblo                                               | Norte: Plasencia Sur: salida a la EX-A1                                                                                |

## Símbolos
El escudo y la bandera de Malpartida de Plasencia fueron aprobados mediante la "Orden de 24 de noviembre de 1998, por la que se aprueba el Escudo Heráldico y la Bandera Municipal, para el Ayuntamiento de Malpartida de Plasencia", publicada en el Diario Oficial de Extremadura el 5 de diciembre de 1998 luego de haber aprobado los expedientes el pleno municipal el 7 de abril de 1997 y el 13 de abril de 1998 y haber emitido informes el Consejo Asesor de Honores y Distinciones de la Junta de Extremadura el 16 de julio de 1997 y el 17 de febrero y 15 de octubre de 1998. El escudo se blasona oficialmente así:

Escudo de sinople perla de plata, en su diestra un hacha de plata y una encina de plata en su siniestra. Al timbre Corona Real cerrada.

La descripción textual de la bandera es la siguiente:

Bandera rectangular de proporciones 2/3, compuesta por un paño verde con una perla heráldica acostada que tiene sus extremos en los vértices del asta y en el punto medio del batiente, siendo sus brazos de un acho equivalente a 1/5 del de la bandera.

## Cultura
Cuenta con diversas instalaciones culturales y de ocio (auditorio, biblioteca y casa de la cultura).

### Patrimonio material

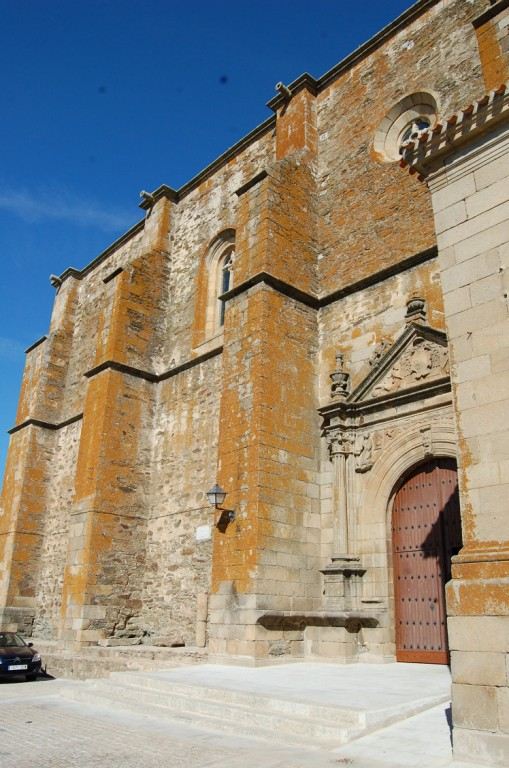
Iglesia de San Juan

Su principal monumento es la iglesia parroquial católica de San Juan Bautista, perteneciente a la archidiócesis de Mérida-Badajoz, diócesis de Plasencia, arciprestazgo de Mirabel. Es un templo del siglo XVI y en octubre de 2018 fue declarada Bien de Interés Cultural en la categoría de Monumento por la Junta de Extremadura.
Otros monumentos son las ermitas de San Blas, de la Virgen de la Luz (patrona de la villa), de San Gregorio y de San Cristóbal.

### Patrimonio natural
Cuenta con jardines y áreas de campo acondicionadas para el esparcimiento: campin, parque municipal y merendero de San Cristóbal. Además, parte del Parque nacional de Monfragüe se encuentra en el término municipal de Malpartida. En 2018 se creó en el término municipal, el Centro de Visitantes Norte del Parque Nacional de Monfragüe.
Destaca también el Poblado Ferroviario de Monfragüe, declarado Bien de Interés Cultural con categoría de Conjunto Histórico el 7 de julio de 2004.

### Patrimonio inmaterial
La localidad es famosa entre otras cosas por la artesanía de la piel, los dulces típicos y la albañilería. Existen asociaciones con el objetivo de revivir el dialecto local, el extremeño chinato. La más importante es la Asociación de Amigos del Habla Chinata, la cual publicó un libro recogiendo más de 3000 palabras en esta variante.

### Deporte
El municipio cuenta con un equipo de fútbol que en la temporada 2011-2012 juega en la Tercera División por primera vez en su historia; el CP Chinato.
El municipio cuenta con diversas instalaciones deportivas (pistas de tenis, pádel, baloncesto, fútbol y petanca).

### Medios de comunicación
La villa recibe la señal de la TDT desde los repetidores de Plasencia y Montánchez. En algunos lugares del término se recibe además la señal del valle del Tiétar y de Belvís de Monroy. El municipio pertenece a la demarcación de televisión local de Plasencia.